# System waluty złoto-dewizowej
System waluty złoto dewizowej – polega na wiązaniu pieniądza danego państwa z obcymi walutami wymienialnymi na złoto.

## Założenia systemu złoto dewizowego
- Przynajmniej jeden kraj stosuje system waluty złotej
- Kraje nie utrzymujące waluty złotej:
  - a) określają zawartość złota we własnej walucie
  - b) utrzymują walutę kraju stosującego system waluty złotej (zamiast złota bądź równocześnie z nim) jako rezerwę zabezpieczającą wartość waluty narodowej
  - c) ustalają stały sztywny przelicznik stanowiący parytet między tymi dwoma walutami według którego waluta krajowa jest zamieniana na walutę rezerwową

ad. b) Z systemem waluty złoto dewizowej wiąże się poważny problem niestabilności wiążący się z chęcią utrzymywania przez kraje w nim uczestniczące złota jako rezerwy, zaś wypłacalność kraju stosującego system waluty złotej nie może zaspokoić wszystkich żądań.
ad. c) Zazwyczaj wymienialność waluty narodowej na złoto bywa stosowana w momencie, gdy potrzebują tego banki centralne. Ponadto wymienialność waluty krajowej na walutę rezerwową bywa poddawana różnym restrykcjom. Na przykład waluta rezerwowa może być wykorzystywana tylko do rozliczania transakcji z zagranicą (wymienialność nie obejmującą rezydentów).

## System waluty złoto dewizowej w praktyce
Zadaniem utworzonego w 1945 roku Międzynarodowego Fundusz Walutowego było rozwiązanie problemów bilansów płatniczych oraz stabilizacja walut oparta na prymacie dolara (gold dollar standard, przykład systemu waluty złoto-dewizowej). Banki centralne, dzięki wymienialności dolara na złoto, mogły otrzymać złoto za posiadane dolary. Parytet waluty amerykańskiej wobec złota został utrzymany na poziomie sprzed II wojny światowej (35$ za uncję tj. 31,1g), ustalony przez prezydenta Stanów Zjednoczonych Roosevelta w 1934 roku. Państwa członkowskie MFW uzyskiwały za pośrednictwem ustalonego parytetu wobec dolara wymienialność na złoto. Jednocześnie zobowiązały się do utrzymania kursu wymiany walut narodowych w granicach nie przekraczających 1% ich parytetu. W przypadku problemów ze spełnieniem owego warunku państwa mogły liczyć na pomoc Funduszu w postaci pożyczki. Środki MFW na ten cel pochodziły z wpłat państw członkowskich w walutach narodowych – 75% oraz w dolarach i złocie – 25%. Wysokość wpłaty zależała od poziomu dochodu narodowego oraz udziału państwa w handlu światowym.
Koniec wymienialności dolara na złoto wiązał się z zadłużeniem zewnętrznym Stanów Zjednoczonych 3-krotnie przewyższającym wartość rezerw złota. Sytuacja taka zaistniała pod koniec lat sześćdziesiątych, czego konsekwencją był wzrost wolnorynkowej ceny złota do 40$ za uncję. W tej sytuacji banki centralne państw członkowskich MFW mogły wymieniać swoje rezerwy walutowe na złoto po 35$ za uncję i sprzedawać je za 40$. Korzystając z tej sytuacji Francja wymieniła w 1967 roku całość swoich rezerw walutowych na złoto. Od 1968 r. banki centralne utrzymywały stałą cenę złota na poziomie 35$ za uncję, ale nie sprzedawały złota bankom komercyjnym. Zaś cena złota na wolnym rynku kształtowała się w wyniku gry popytu i podaży. W tej sytuacji w 1971 roku Stany Zjednoczone wstrzymały wymienialność dolara na złoto i dokonały jego dewaluacji o 10%. Kolejna 10% dewaluacja w 1973 roku spowodowała liczne perturbacje na międzynarodowym rynku walutowym. W ten sposób decyzje prezydenta Nixona zakończyły istnienie systemu waluty złoto-dewizowej.
Opisana wyżej sytuacja wiąże się z jednym z głównych problemów w stosowaniu systemu waluty złoto-dewizowej zwanym dylematem Triffina.